# Mount Faith
Mount Faith är ett berg i Antarktis. Det ligger i Västantarktis. Argentina, Chile och Storbritannien gör anspråk på området. Toppen på Mount Faith är 2 650 meter över havet, eller 398 meter över den omgivande terrängen. Bredden vid basen är 8,2 km. Faith ingår i Eternity Range.
Terrängen runt Mount Faith är huvudsakligen kuperad, men åt sydost är den platt. Trakten är obefolkad. Det finns inga samhällen i närheten.